# Friedrich Jolly
Friedrich Jolly (født 24. november 1844 i Heidelberg, død 4. januar 1904 i Berlin) var en tysk læge. Han var søn af Philipp von Jolly og bror til Julius Jolly.
Jolly blev professor i psykiatri ved universitetet i Strassburg 1873 og i Berlin 1890.
Jolly skrev en række betydelige psykiatriska arbejder og redigerede fra 1890 Archiv für Psychiatrie und Nervenkrankheiten.